# Cudzoziemianie
Cudzoziemianie (ang. People of Earth) – amerykański serial telewizyjny (komedia) wyprodukowany przez Conaco,  Deedle-Dee Productions oraz Warner Horizon Television, którego twórcą jest David Jenkins. Serial emitowany był od 31 października 2016 roku do 25 września 2017 roku przez TBS.

W Polsce  serial jest emitowany od 16 czerwca 2017 roku przez Comedy Central.

 W czerwcu 2018 roku stacja ogłosiła zakończenie produkcji serialu po dwóch sezonach.

## Fabuła
Serial opowiada o Ozziem Grahamie, dziennikarzu piszącym artykuł o grupie ludzi, którzy uważają, że byli porwani przez kosmitów.
Dziennikarz z czasem zaczyna wierzyć w istnienie istot pozaziemskich.

## Obsada
- Wyatt Cenac jako Ozzie Graham[4]
- Aaron Davis jako młody Ozzie
- Ana Gasteyer jako Gina Morrison[5]
- Luka Jones jako Gerry Johnson[6]
- Brian Huskey jako Richard Schultz[6]
- Alice Wetterlund jako Kelly Grady[6]
- Da’Vine Joy Randolph jako Yvonne Watson
- Tracee Chimo jako Chelsea Wheeler
- Daniel Stewart Sherman jako Ennis Har
- Nancy Lenehan jako Margaret Floo[7]
- Ken Hall jako Jeff
- Björn Gustafsson jako Don
- Drew Nelson jako Kurt
- Michael Cassidy jako Jonathan Walsh[8]
- Debra McCabe jako Nancy
- Victor Williams  jako Assessor
- Oscar Nuñez jako ksiądz Doug
- Amy Landecker jako Debbie Schultz
- Michael Crane jako John Wheeler
- H. Jon Benjamin jako oficer Glimmer
- Nasim Pedrad jako Alex Foster[9](sezon 2)

## Odcinki
| Sezon | Sezon | Odcinki | Oryginalna emisja TBS | Oryginalna emisja TBS | Oryginalna emisja Comedy Central | Oryginalna emisja Comedy Central | Oryginalna emisja Comedy Central |
| Sezon | Sezon | Odcinki | Premiera sezonu       | Finał sezonu          | Premiera sezonu                  | Finał sezonu                     |                                  |
| ----- | ----- | ------- | --------------------- | --------------------- | -------------------------------- | -------------------------------- | -------------------------------- |
|       | 1     | 10      | 31 października 2016  | 19 grudnia 2016       | 16 czerwca 2017                  | 14 lipca 2017                    |                                  |
|       | 2     | 10      | 24 lipca 2017         | 25 września 2017      | 7 lipca 2018                     | nieemitowany                     |                                  |

## Produkcja
Pod koniec lipca 2015 roku poinformowano, że główną rolę w serialu zagra Wyatt Cenac.
W tym samym miesiącu ogłoszono, że do obsady dołączyli: Alice Wetterlund jako Kelly Grady, Ana Gasteyer jako Gina Morrison, Luka Jones  jako Gerry Johnson oraz Brian Huskey  jako Richard Schultz.
W sierpniu 2015 roku poinformowano, że Michael Cassidy dołączył do komedii.
We wrześniu 2015 roku ogłoszono, że Nancy Lenehan dołączyła do obsady.
8 stycznia 2016 roku stacja  TBS zamówiła pierwszy sezon.

14 grudnia 2016 roku stacja TBS zamówiła drugi sezon
Pod koniec kwietnia 2017 roku poinformowano, że  do obsady w drugim sezonie dołączyła Nasim Pedrad jako Alex Foster, agentka specjalna.
13 września 2017 roku stacja TBS zamówiła trzeci sezon.